# Laurence Leboeuf

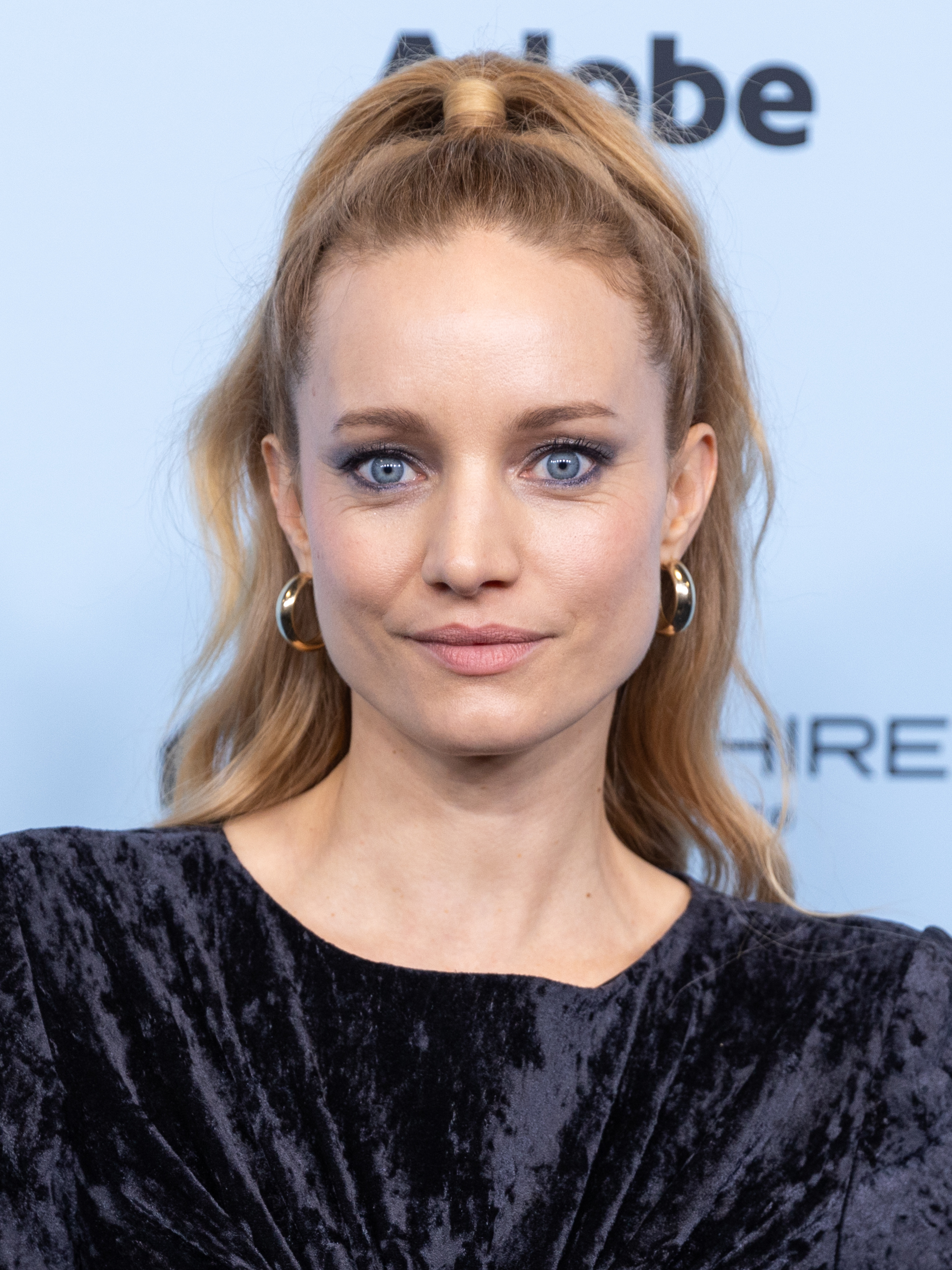
Laurence Leboeuf (2025)

Laurence Lebœuf (* 13. Dezember 1985 in Montreal, Québec) ist eine kanadische Schauspielerin.

## Leben
Laurence Charlotte Lebœuf ist die Tochter der aus Québec stammenden Schauspieler Marcel Lebœuf und Diane Lavallée. Ihre Schauspielkarriere begann 1996 mit der französischen Serie Virginie, wo sie Évelyne Boivin spielte. Im Jahr 2002 erhielt sie eine Nominierung für einen Gemini Award für die Serie Tag – Épilogue, in welcher sie die Isabelle verkörperte.
Laurence Lebœuf erhielt 2004 die Hauptrolle in der französisch-kanadischen Jugendserie Matchball für die Liebe (15/Love), in welcher sie die Rolle der Cody Meyers spielt. Die Serie dreht sich um eine Gruppe Jugendlicher, die die Cascadia Tennis Academy besuchen und mit allerlei Problemen rund um das Erwachsenwerden konfrontiert werden. Die Popularität, die sie durch Matchball für die Liebe erfuhr, brachte ihr weitere englischsprachige Rollen, wie zum Beispiel die der Nadia im Film Human Trafficking – Menschenhandel ein.

## Filmografie (Auswahl)
- 1996: Virginie (Fernsehserie)
- 1998: L’ombre de l’épervier (Fernsehserie)
- 2002: Tag II (Fernsehserie)
- 2002: Tag – Épilogue (Fernsehserie)
- 2004: L’hôtel de l’avenir
- 2004–2006: Matchball für die Liebe (15/Love, Fernsehserie, 52 Folgen)
- 2005: Human Trafficking – Menschenhandel (Human Trafficking, Miniserie, 4 Folgen)
- 2006: Le secret de ma mère
- 2006: In deiner Haut (Si j’étais toi)
- 2007: Killer Wave – Die Todeswelle (Killer Wave, Fernsehfilm)
- 2008: Ein Wort hätte genügt (Story of Jen)
- 2009: Flashpoint – Das Spezialkommando (Flashpoint, Fernsehserie, Folge 2x09)
- 2009: Les pieds dans le vide
- 2009–2010: Being Erica – Alles auf Anfang (Being Erica, Fernsehserie, 6 Folgen)
- 2010: Durham County – Im Rausch der Gewalt (Durham County, Fernsehserie, 18 Folgen)
- 2010: Musée Eden (Fernsehserie, 9 Folgen)
- 2010–2014: Trauma (Fernsehserie, 45 Folgen)
- 2011: Foreverland
- 2011: Being Human (Fernsehserie, 2 Folgen)
- 2011: French Immersion
- 2012: Le torrent
- 2012: The Trouble with Cali
- 2013: Jemand ganz Besonderes (Quelqu’un d’extraordinaire, Kurzfilm)
- 2013: Lac Mystère
- 2014: La Petite Reine
- 2014–2017: 19-2 (Fernsehserie, 34 Folgen)
- 2015: Turbo Kid
- 2015: Marche à l’ombre (Fernsehserie, 10 Folgen)
- 2017: Mother!
- 2018: Keely and Du
- 2018: Le jeu (Fernsehserie, 10 Folgen)
- 2018–2020: En tout cas (Fernsehserie, 11 Folgen)
- 2019: Les Invisibles (Fernsehserie, Folge 1x06)
- 2019: Apapacho
- 2019: Mont Foster
- seit 2020: Transplant (Fernsehserie)
- 2022–2024: Shoresy (Fernsehserie, 7 Folgen)
- 2022: Three Pines (Fernsehserie, 2 Folgen)
- 2025: Deux femmes en or